# Pile à combustible à acide formique
La pile à combustible à acide formique est un type de pile à combustible utilisant l’acide formique (ou acide méthanoïque, de formule HCOOH) en tant que combustible. 

## Différence par rapport aux autres piles à combustible
Les piles à combustible à acide formique transforment l’acide formique et l’oxygène (O2) en dioxyde de carbone (CO2) et en eau (H2O) afin de produire de l’énergie. Après des campagnes de tests, certains chercheurs ont exclu l’acide formique de la liste des combustibles pratiques, car ils ont constaté un survoltage électrochimique important lors de leurs expériences. En d’autres termes, la réaction chimique serait trop imprévisible pour être efficacement utilisée.
Cependant, d’autres chercheurs (en particulier le groupe de Richard Masel de l’Université de l'Illinois à Urbana-Champaign) ont récemment découvert la raison pour laquelle ce type de combustible était peu puissant. En effet, l’utilisation du platine en tant que catalyseur, une pratique courante dans la majorité des piles à combustible, en diminue le rendement. Selon eux, afin de remédier à ce problème, il suffit d’employer du palladium pour obtenir de meilleurs résultats comparables à ceux des piles à combustible à méthanol (H3COH) direct. En 2008, des chercheurs de l'Institut Leibniz de Rostock ont mis au point une pile utilisant un catalyseur à base de ruthénium.
D'autres recherches menées en 2018 par l'EPFL ont mis au point une pile utilisant un réformeur d'hydrogène et une Pile à combustible à membrane d'échange de protons qui produit 7 000 kWh/an, .
Le gros avantage de la pile est lié à l'utilisation de l'acide méthanoïque. En effet, celui-ci contient 53 g/L de dihydrogène à température et pression ambiante, ce qui est deux fois la capacité du dihydrogène comprimé à 350 bar. Ceci permet de stocker le double d'énergie à volume égal, et à pression ambiante, en comparaison de l'hydrogène. Le pouvoir calorifique de l'acide formique est environ cinq fois plus élevé que l'essence et celui-ci est non inflammable s'il est dilué à 85%. Il présente également l'avantage d'avoir un cycle neutre vis-à-vis du Modèle:C02, à la différence des énergies basées sur les hydrocarbures. En effet, lors de sa production on capture une quantité équivalente en CO2 à celle qui est émise lors de sa combustion.

## Réaction
- Anode : HCOOH → CO2 + 2 H+ + 2 e−
- Cathode : 1/2 O2 + 2 H+ + 2 e− → H2O
- Réaction complète : HCOOH + 1/2 O2 → CO2 + H2O